# Socorro (estación)
La estación sencilla Socorro, hace parte del sistema de transporte masivo de Bogotá llamado TransMilenio inaugurado en el año 2000.

## Ubicación
La estación se encuentra ubicada en el sur de la ciudad, específicamente en la Avenida Caracas entre carreras 13A y 13C. Se accede a ella mediante un cruce semaforizado ubicado sobre esta última vía.

## Origen del nombre
Recibe el nombre por una urbanización cercana. Atiende también a los barrio Marco Fidel Suárez, Tunjuelito y alrededores.

## Historia
A comienzos del año 2001, fue inaugurada la segunda fase de la Troncal Caracas desde Tercer Milenio, hasta la estación intermedia de la Calle 40 Sur. Meses más tarde el servicio fue extendido al sur, hasta el Portal Usme.
Durante el Paro nacional de 2021, la estación sufrió diversos ataques que afectaron de forma considerable las puertas de vidrio y demás infraestructura de la estación, razón por la cual se encontró inoperativa. Por ello se implementó un servicio circular como contingencia.

## Servicios de la estación

### Servicios troncales
| Tipo                                            | Rutas al Norte | Rutas al Sur | Rutas al Oriente |
| ----------------------------------------------- | -------------- | ------------ | ---------------- |
| Expresos todos los días todo el día             | B72 B75        | H72 H75      |                  |
| Expresos lunes a viernes todo el día            | C17            | H17          |                  |
| Expresos lunes a viernes hora pico de la mañana |                |              | J76              |
| Expresos lunes a viernes hora pico de la tarde  |                | H76          |                  |
| Expresos sábados de 4:00 a. m. a 3:00 p. m.     | C17            | H17          |                  |

### Esquema
| ← Norte |         |             |
| B75J76  | B72C17  | Carrera 13A |
| Vagón 2 | Vagón 1 |             |
| H75H76  | H17H72  | Carrera 13A |
| Sur →   |         |             |

### Servicios urbanos
Así mismo funcionan las siguientes rutas urbanas del SITP en los costados externos a la estación, circulando por los carriles de tráfico mixto sobre la Avenida Caracas, con posibilidad de trasbordo usando la tarjeta TuLlave:
| Código | Sector                   | Dirección            | Rutas                                |
| ------ | ------------------------ | -------------------- | ------------------------------------ |
| 036A11 | H Estación Socorro       | Av. Caracas - KR 15  | H530H622H708H720H721 39 577 953 SE14 |
| 003A12 | H Br. Marco Fidel Suárez | Av. Caracas - KR 14A | A708A720G530K721 39 577 953 SE14     |

## Ubicación geográfica
| Noroeste: H Biblioteca | Norte: H Santa Lucía | Nordeste: Rafael Uribe Uribe |
| Oeste: Tunjuelito      |                      | Este: Rafael Uribe Uribe     |
| Suroeste: Tunjuelito   | Sur: H Consuelo      | Sureste: Rafael Uribe Uribe  |